# Vesankajärvi
Vesankajärvi är en sjö i kommunen Jyväskylä i landskapet Mellersta Finland i Finland. Sjön ligger 145,5 meter över havet. Den är 22 meter djup. Arean är 2,03 kvadratkilometer och strandlinjen är 15,31 kilometer lång. Sjön  ingår i Kymmene älvs huvudavrinningsområde.   Den ligger nära Jyväskylä och omkring 240 kilometer norr om Helsingfors. 
I sjön finns öarna Pieni Sikosaari, Iso Sikosaari och Kuoliosaari. 